# Пліткарка (телесеріал, 2021)
«Пліткарка» англ. Gossip Girl – американський підлітковий драматичний телевізійний серіал, розроблений Джошуа Сафраном для HBO Max. Це розширення та окреме продовження однойменного телесеріалу The CW, заснованого на серії романів Сесілі фон Зігесар. Виконавчими продюсерами серіалу є Джош Шварц і Стефані Севідж, співавтори оригінального серіалу, а також Сафран, який був виконавчим продюсером першої серії, а також виступає в якості шоуранера. Розповідає серіал Крістен Белл, яка повторила роль голосу Пліткарки, анонімної та всезнаючої блогерки. 
У липні 2019 року HBO Max замовив серіал. Зйомки відбувались в Нью-Йорку і спочатку планувалися почати в березні 2020 року, а потім відклали до листопада 2020 року через пандемію COVID-19.
Прем’єра «Пліткарки» відбулася на HBO Max 8 липня, отримавши неоднозначні відгуки та побила рекорд за кількістю переглядів оригінального серіалу HBO Max за вихідні вихідні. Перший сезон складався з 12 епізодів, розділених на дві частини по шість епізодів, з дебютом другої половини 25 листопада 2021 року. У вересні 2021 року серіал було продовжено на другий сезон, прем’єра якого відбулася 1 грудня 2022 року.
У січні 2023 року серіал було закрито після двох сезонів.

## Сюжет
Події серіалу розгорнуться дев'ять років після фіналу шостого сезону. Пройшло багато часу із закриття оригінального веб-сайту, і тепер нове покоління підлітків із нью-йоркської приватної школи стикається з новими способами спостереження від «Пліткарки». Продовження покаже, наскільки змінився вплив соціальних мереж і сам Нью-Йорк за минулі роки.

## Список сезонів
| Сезон | Сезон | Епізоди | Оригінальна дата показк | Оригінальна дата показк |
| Сезон | Сезон | Епізоди | Прем'єра сезону         | Фінал сезону            |
| ----- | ----- | ------- | ----------------------- | ----------------------- |
|       | 1     | 12      | 8 липня 2021            | 2 грудня 2021           |
|       | 2     | 10      | 1 грудня 2022           | 26 січня 2023           |

## Виробництво

### Розробка
WarnerMedia замовив ребут серіалу для HBO Max у липні 2019 року. Хоча серіал назвали «перезапуском», було підтверджено, що він є продовженням оригінальної історії Джоша Шварца. 2 листопада 2020 року було оголошено, що Карена Еванс буде режисером перших двох епізодів серіалу.

### Сценарій
Творець і виконавчий продюсер сиквела, Сафран, каже, що його пріоритети для серіалу — «зосередитися на історіях, які не обмежуються однією демографічною групою». Він також заявив: «Я хотів бути більш інклюзивним; я хотів продемонструвати більш різноманітний всесвіт; я хотів розповідати більше дивних історій».

### Кастинг
У листопаді 2019 року було оголошено, що Крістен Белл повернеться як голос Пліткарки в новому серіалі. У березні 2020 року повідомлялося, що Емілі Елін Лінд, Вітні Пік,  Елай Браун, Фернандес і Готей отримали роді. Пізніше того ж місяця повідомлялося, що Гевінсон, Догерті, Чанлер-Берат і Морено також приєдналися до телесеріалу. У квітні 2020 року повідомлялося, що Сміт приєднався до акторського складу. У серпні 2020 року Джордан Александр приєдналась до акторського складу в головній ролі. У жовтні 2020 року Еван Мок був обраний на роль регулярного серіалу, а Лаура Бенанті — на нерозголошену роль. У березні 2021 року Лейл приєдналася до акторського складу в невідомій ролі. У травні 2021 року Рене приєдналася до акторського складу в повторюваній ролі. У червні 2021 року Фергюсон і Гарріс приєдналися до акторського складу на невідомих посадах. У червні 2022 року Мішель Трахтенберг збирається повторити свою роль Джорджини Спаркс з оригінального серіалу у другому сезоні. У жовтні 2022 року було оголошено, що Грейс Дуа переведена на регулярну роль у другому сезоні серіалу.

### Зйомки
Зйомки серіалу мали розпочатися в березні 2020 року в Нью-Йорку, але їх призупинили через пандемію COVID-19 у Сполучених Штатах, і в результаті дату виходу перенесли на 2021 р. Зйомки серіалу розпочалося 2 листопада 2020 р.
Зйомки другого сезону почалися 4 лютого 2022 року в Нью-Йорку. Серіал також знімали в Римі, Італія, у серпні 2022 року.